# Masaccio
Tommaso di Ser Giovanni di Simone, conhecido por Masaccio (San Giovanni Valdarno, 21 de dezembro de 1401 – Roma, 1428)  Quattrocento na Renascença Italiana. Seus afrescos são monumentos ao Humanismo e introduzem uma plasticidade nunca antes vista na pintura. Foi o primeiro grande pintor italiano depois de Giotto e o primeiro mestre da Renascença italiana. Masaccio entendeu o que Giotto iniciara no fim da Idade Média e tornou essa compreensão acessível a todos. Começou a trabalhar ainda quando Gentile da Fabriano, artista do Gótico Internacional, estava em Florença. Morreu aos 27 anos, mas sua obra é madura.
Foi chamado Masaccio (Tommaso Grandão) para distingui-lo de seu principal colaborador, Masolino. Apesar de sua breve carreira, ele afetou profundamente a obra de outros artistas. Foi um dos primeiros a usar a perspectiva científica na pintura. Também se afastou da pintura gótica e da elaborada ornamentação de Gentile da Fabriano, voltando-se para um estilo mais naturalista e real.

## Biografia
Masaccio nasceu em San Giovanni Valdarno, em Arezzo, na Toscana. A família se mudou para Florença e Masaccio entrou para a guilda de artesanato na cidade. Sua primeira obra foi o Tríptico de San Giovenale e A Virgem e o Menino com Santa Ana, que está na Galeria Uffizi. A segunda obra foi uma colaboração com Masolino. Não se sabe de onde Masaccio recebeu suas primeiras lições de pintura.
Em Florença, Masaccio estudou a arte de Giotto e conheceu Alberti, Brunelleschi e Donatello. De acordo com Giorgio Vasari, a partir de 1423 Masaccio se libertou de todas as tradições góticas e bizantinas, como pode ser visto no Políptico da Igreja Carmelita de Pisa, cujo painel central está presentemente na Galeria Nacional de Londres.
Este painel é uma das primeiras obras primas de Masaccio: A Virgem e o Menino com Anjos. A Madonna tem traços escultóricos e seu trono tem perspectiva. O menino é desprovido de qualquer aparência régia bizantina, é apenas um menino, chupando o dedo. É a antítese do estilo Gótico Internacional, de Gentile da Fabriano, com suas versões estilizadas de cenas bíblicas. [carece de fontes?]
Em 1424, Masaccio e Masolino executaram um ciclo de afrescos para a Capela Brancacci, na Igreja de Santa Maria del Carmine, em Florença. O temos dos afrescos eram as Histórias de São Pedro. O gênio de Masaccio pode aí ser admiriado. No afresco A Ressurreição do filho de Teófilo, Masaccio pintou uma calçada em perspectiva, rodeada de grandes prédios para obter uma profundidade de campo e um espaço tridimensional no qual as figuras eram colocadas proporcionalmente ao seu espaço ao redor. Masaccio foi pioneiro no uso da perspectiva.

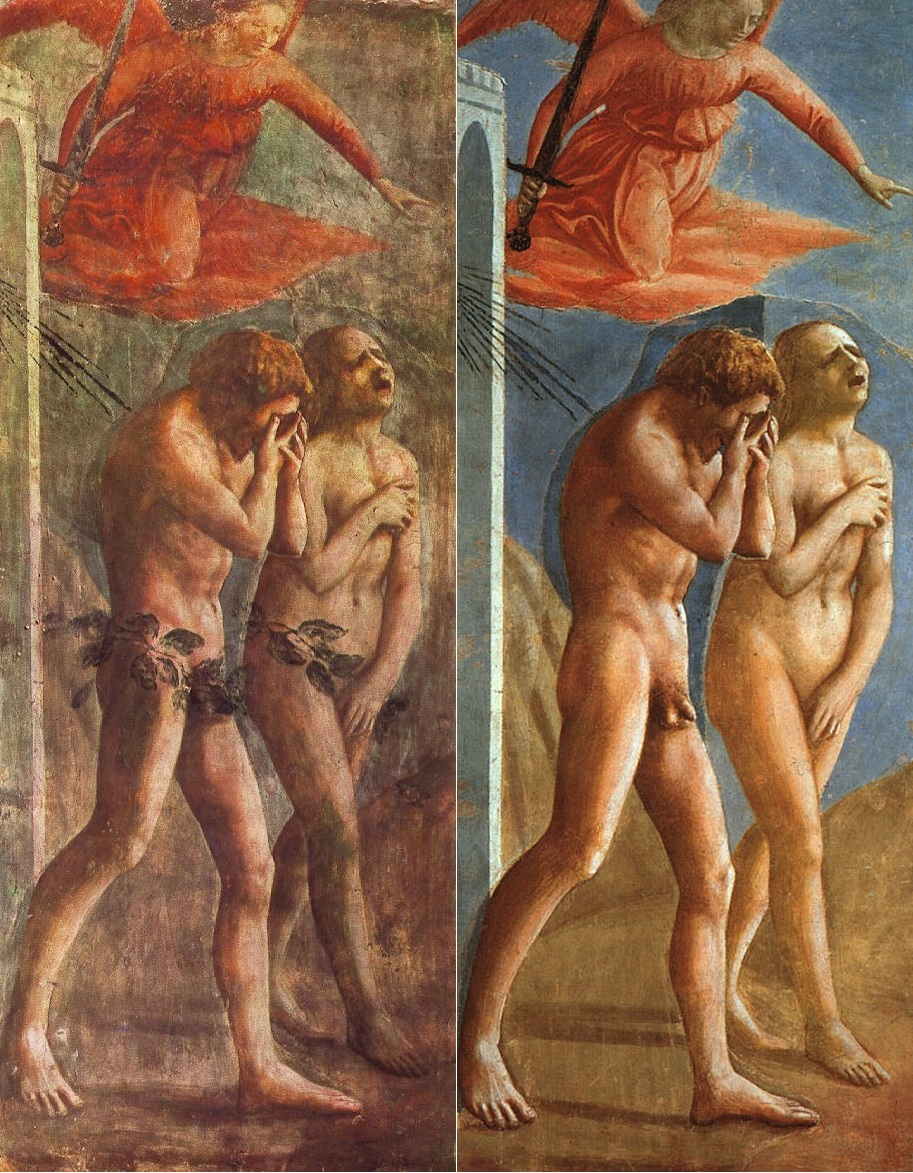
Adão e Eva Expulsos do Paraíso, afresco de Masacio na Cappela Brancacci, antes e depois do restauro.

As cenas de Masaccio mostram as suas referências a Giotto. A Expulsão do Jardim do Éden, mostrando uma cena terrível de Adão e Eva nus, foi crucial para a obra de Michelangelo. Outra grande obra é Dinheiro dos Tributos, na qual Jesus e os Apóstolos são mostrados como arquétipos neo-clássicos.
Em 1425, Masolino partiu para a Hungria. Algumas das cenas que pintaram juntos foram destruídas em um incêndio em 1771. Em 1426, Masaccio foi contratado por Giuliano di Colino degli Scarsi para pintar um grande altar, o Políptico de Pisa, para sua capela na Igreja de Santa Maria del Carmine, em Pisa. Com a ajuda de Brunelleschi, em 1427 Masaccio ganhou uma encomenda para produzir uma Trindade Sagrada para a Igreja de Santa Maria Novella, em Florença. O afresco, considerado por muitos como sua obra-prima, marca o uso sistemático da perspectiva linear, possivelmente desenvolvida com a ajuda de Brunelleschi. A obra apresenta três planos: no superior, a Trindade; no plano médio, a Virgem (a única a olhar para o espectador) e São João; no plano inferior, os doadores da obra, membros da Família Lenzi. Na base, o esqueleto, que representa todos os seres humanos, com uma inscrição: "Fui outrora o que você é, e sou aquilo em que você se transformará.".
Masolino voltou para Itália antes da morte de Masaccio. Trabalharam juntos em Roma, na criação de afrescos para a Santa Maria Maior. Masaccio morreu em 1428. Diz a lenda que foi envenenado por um pintor rival. Hoje existem poucos afrescos que são certamente atribuídos a ele.
Masaccio influenciou profundamente a arte da Renascença. De acordo com Giorgio Vasari, todos os pintores de Florença estudaram seus afrescos para aprender como pintar bem. Ele transformou a direção da pintura italiana, desviando-se das idealizações da arte gótica e voltando a arte para um mundo mais profundo, natural e humanista.

## Obras

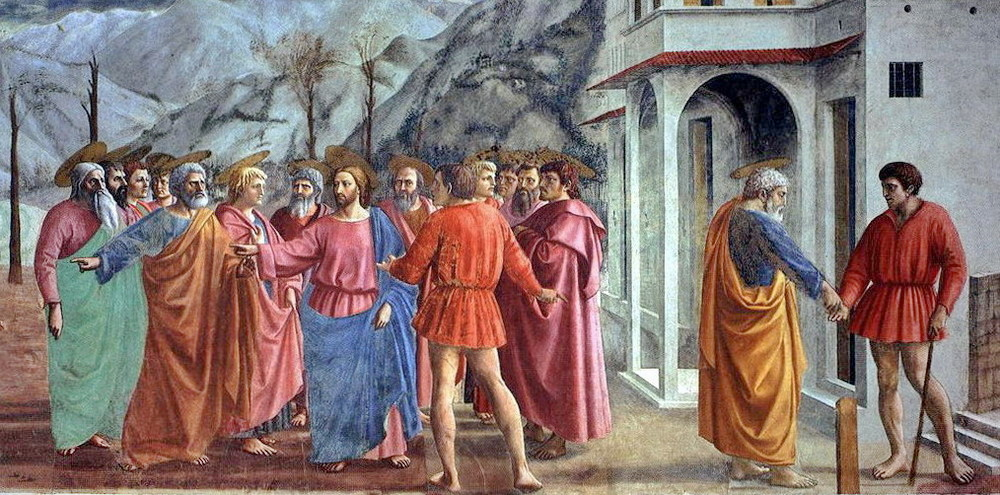
O Pagamento do Tributo, detalhe do afresco da Capela Brancacci, Florença

- Tríptico de San Giovenale: Está hoje na Igreja de Cascia di Reggello, em Pieve de San Pietro, perto de Florença. Foi encomendado pela Família Castellani para a Basílica de São Lourenço, em Florença e depois transportado. Foi descoberto em 1961, em um péssimo estado de conservação. A complexa perspectiva do painel central deve ter sido nova para a época. Foi a primeira obra assinada em caracteres não-medievais.

- Madonna e Menino com Santa Ana: É uma obra com colaboração de Masolino. Mais uma vez o uso da perspectiva é claro, especialmente na mão de Santa Ana. Jesus é novamente uma criança comum. É também uma das primeiras obras a mostrar o efeito da luz natural sobre as figuras. A sucessão de planos em perspectiva mostra uma estrutura quase piramidal.

- A Virgem com o Menino e Anjos: Encontra-se hoje na Galeria Nacional de Londres. Foi criado para o altar da Igreja Carmelita em Pisa. Outros painéis do altar estão espalhados pelo mundo. Mostra o desejo de Masaccio de pintar com realismo. Mostra também os estudos de Masaccio em relação à luz (ver a sombra e a luz dos instrumentos dos anjos) e a influência da arquitetura romana (no trono da Virgem).

- Expulsão do Paraíso: afresco da Capela Brancacci. Três séculos após sua criação, o Grande Duque da Toscana exigiu que fossem colocadas folhas para esconder a nudez das figuras. Nos anos de 1980, as folhas foram removidas e o quadro restaurado. O quadro foi inspirador para Michelangelo. Masaccio inspirou-se em figuras gregas e romanas, além de esculturas de Donatello para a elaboração do afresco.

- O Pagamento do Tributo: afresco da Capela Brancacci. Representa a história de São Pedro e o coletor de impostos. A importância da obra está na caracterização de Jesus como uma figura humana, com a mesma altura dos Apóstolos, uma rejeição à perspectiva hierárquica, que marcou a arte bizantina. Masaccio enfatiza os diferentes espaços com a clássica teoria da cor.

- Santa Trindade

- A Natividade: pintada em um prato (tondo). Foi o primeiro da tradição renascentista. Novamente se percebe a influência de Bruneleschi no retrato dos arcos do prédio.

- São Gerônimo e São João Batista: Feito para um políptico da Igreja de Santa Maria Maior, em Roma. Foi o último trabalho de Masaccio antes de morrer. Mais uma vez Masaccio e Masolino trabalharam juntos, mas Masolino teve de finalizar a obra. É a única obra que revela a presença de Masaccio em Roma.

- São Pedro curando Doentes com sua Sombra: afresco da Capela Brancacci sobre a vida de São Pedro. Se acredita que as figuras na obras são representações de Masolino ou Donatello. A rua de Florença é elaborada em perspectiva e o desenho das casas revela novamente a influência da arquitetura.

- A Ressurreição do Filho de Teófilo: afresco da Capella Brancacci sobre a vida de São Pedro. Masaccio representa o episódio em um ambiente da época, com figuras como Masolino, Leon Battista Alberti, Brunelleschi e ele mesmo, em um auto-retrato (são os quatro homens bem à direita).

## Galeria

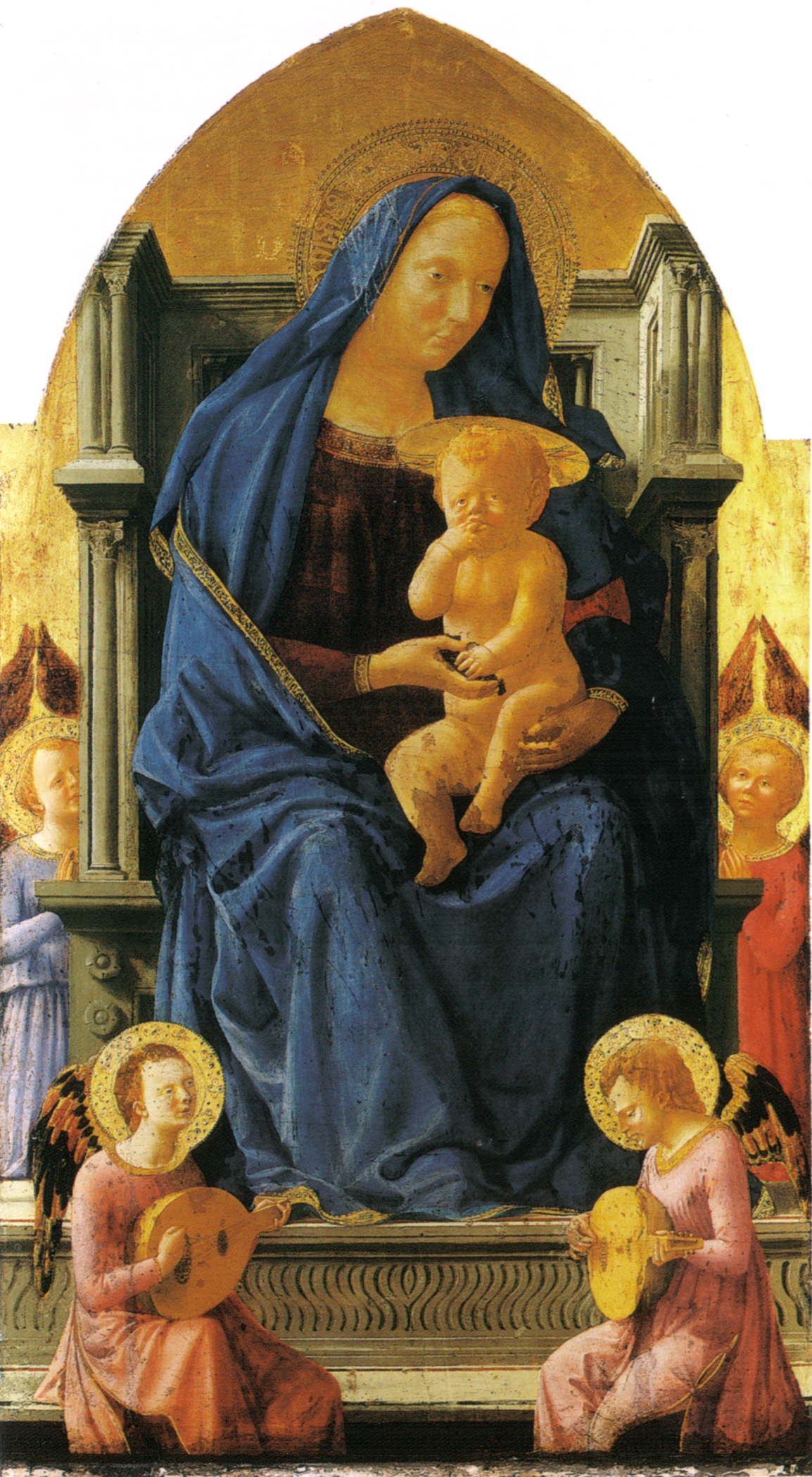
A Virgem e o Menino, Galeria Nacional de Londres, Londres
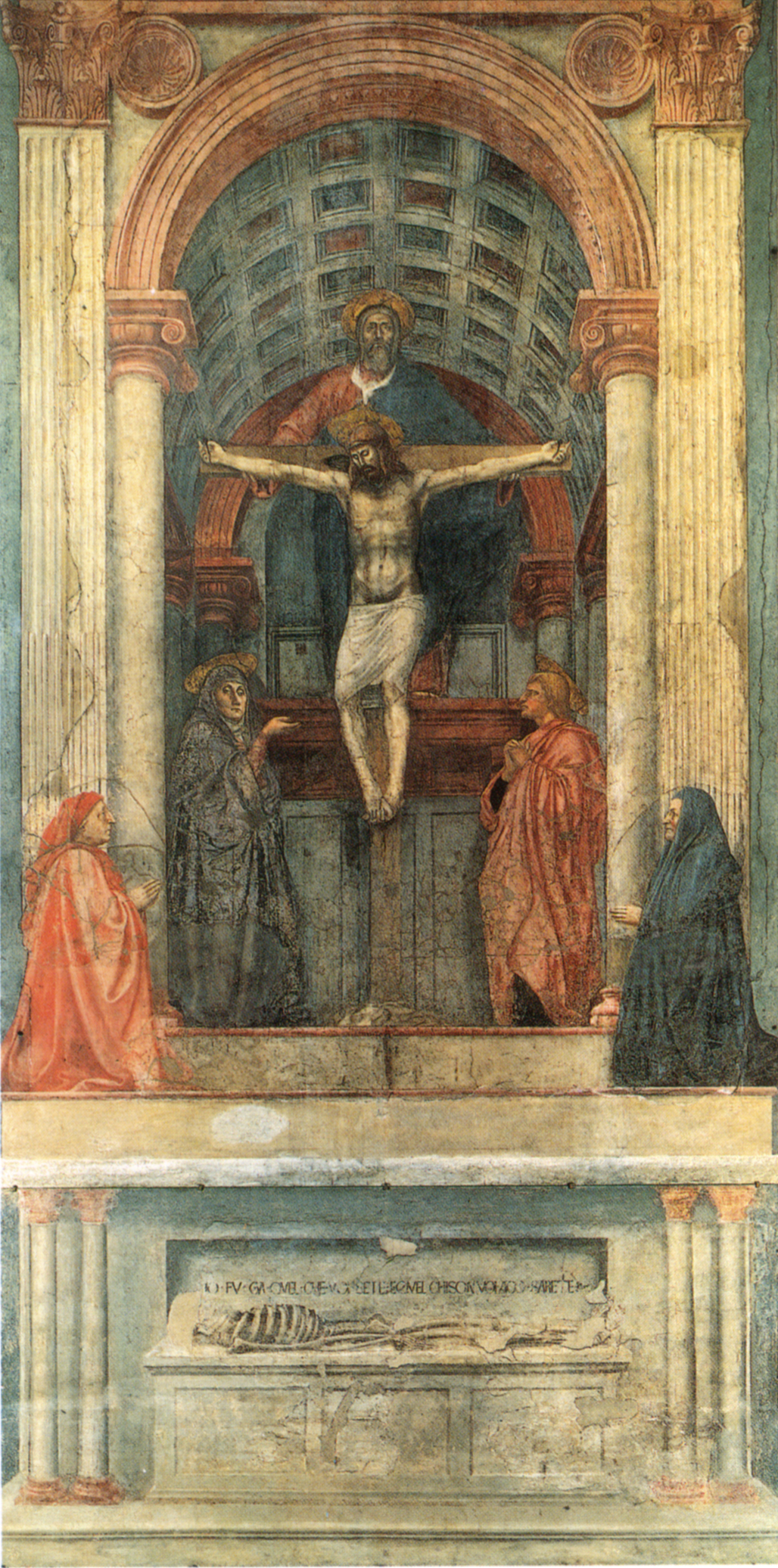
Trindade, Santa Maria Novella, Florença, Itália